# ÖkologiePolitik
ÖkologiePolitik (ÖP bzw. ÖDP-Magazin) ist das Presseorgan der Ökologisch-Demokratischen Partei (ÖDP). Sie wurde im Februar 1984 unter dem Namen Ökologie und Politik gegründet.

## Geschichte
1983 hatte der Autor Ewald Gaul, der gleichzeitig ÖDP-Mitglied war, eigenständig drei Ausgaben eines Blattes mit dem Namen Ökologie und Politik herausgegeben. Im Februar des Folgejahres erschien die Zeitung erstmals als offizielle Parteizeitung der zwei Jahre zuvor gegründeten ÖDP, die einen Geleitartikel des damaligen Bundesvorsitzenden Herbert Gruhl enthielt. Zu diesem Zeitpunkt war sie sechs Seiten lang und erschien alle zwei Monate.
Eine Redaktion im engeren Sinne wurde erst 1988 gebildet. Gruhl war verantwortlicher Redakteur, ihm standen Heidi Görich und Edgar Guhde zur Seite. Als Gruhl ein Jahr später als Bundesvorsitzender zurücktrat, wurde Guhde für ein halbes Jahr sein Nachfolger, ehe er vom neuen Bundesvorsitzenden Hans-Joachim Ritter abgelöst wurde. 1990 erfolgte die Umbenennung in ÖkologiePolitik und eine Überarbeitung des Layouts, ab Oktober 1991 fanden ebenso Bilder Verwendung. Es folgten in den kommenden Jahren weitere Wechsel in der Redaktionsbesetzung, jedoch wurde der Inhalt maßgeblich durch Guhde geprägt, der bis zu seinem Parteiaustritt zum Jahreswechsel 1998/1999 weiterhin als Redakteur tätig war. Der Umfang des Inhalts wurde zunehmend größer: Anfangs sechs bis acht Seiten lang, waren es Mitte der neunziger Jahre bereits 24, zeitweise etwas über 40 und im Jahr 2015 (Augustausgabe) 72 Seiten. 1997 wurde Raphael Mankau Chefredakteur. Seit Mitte 2006 teilte sich Günther Hartmann zunächst mit Florence von Bodisco und später mit Pablo Ziller dieses Amt. Im August 2002 erlebte die Auflage mit 18.330 Exemplaren ihren historischen Höchststand und lag 2008 bei 6.500. ÖkologiePolitik erscheint viermal pro Jahr als Print- und Onlineausgabe im PDF-Format.